# Nicky Gumbel

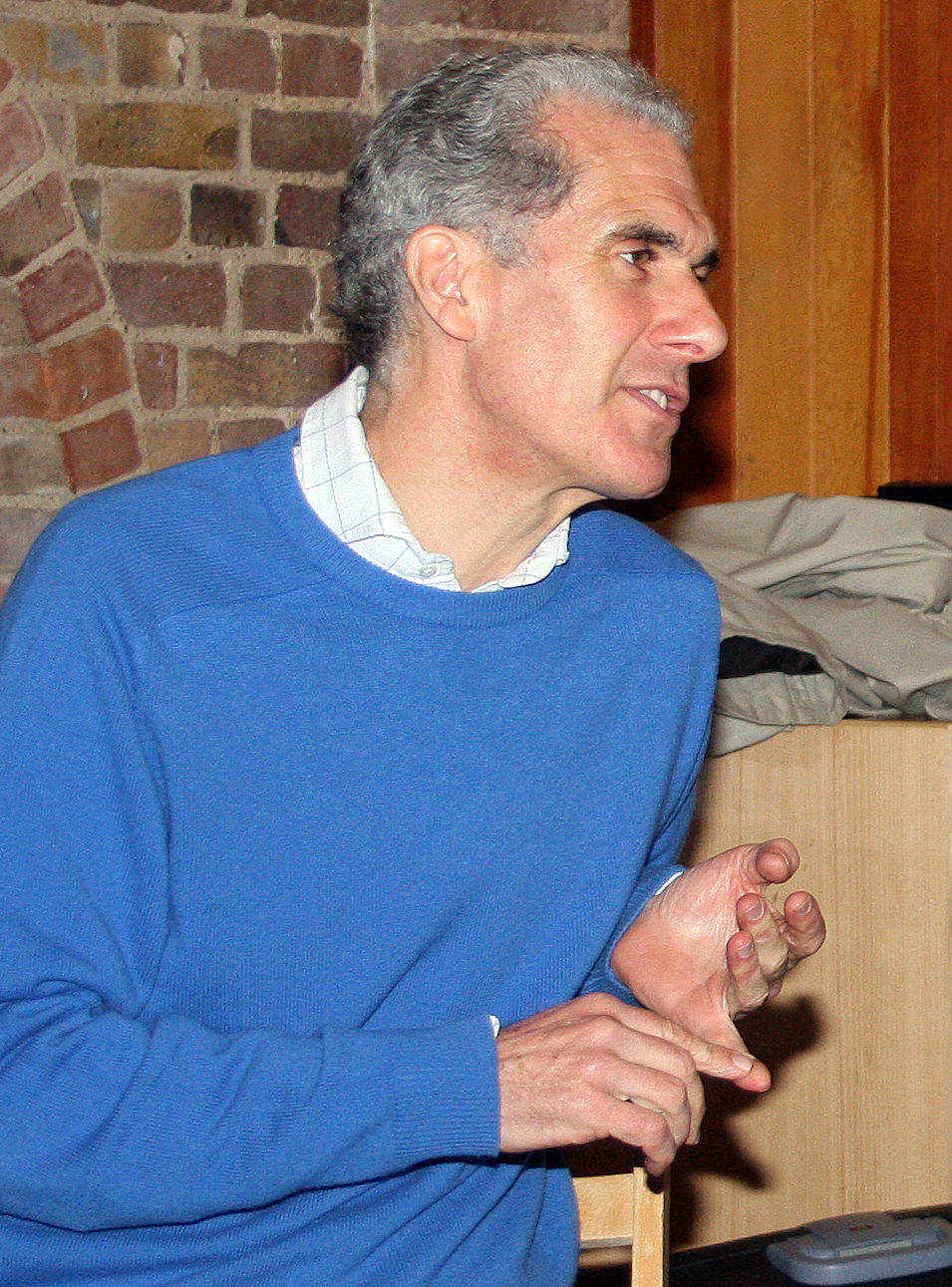
Nicky Gumbel

Nicholas (Nicky) Glyn Paul Gumbel (Londen, 28 april 1955) is een anglicaans priester en schrijver.
Gumbel is vooral bekend als auteur van de Alpha-cursus, die een korte kennismaking met het christelijk geloof geeft.
Gumbel haalde in 1976 de graad van Master of Arts aan Trinity College in Cambridge. In 1983 begon hij, na als advocaat gewerkt te hebben, met een theologische opleiding aan Wycliffe Hall in Oxford. In 1986 werd hij hulpprediker van de Holy Trinity Brompton Church in Londen en in 1987 werd hij tot priester gewijd. In 1990 kreeg hij de leiding van de Alpha-cursus, die vanaf 1973 in deze gemeente werd gegeven. In 2005 werd Gumbel officieel predikant van Holy Trinity Brompton.
Gumbel heeft verschillende boeken geschreven over de Alpha-cursus, die deels ook in het Nederlands vertaald zijn. Het bekendste is Een kwestie van leven (Questions of Life, 1993) waarvan in 2005 een achtste druk verscheen. Dit boek is gepubliceerd in 48 talen.